# چگیتون
چگیتون (روسی: Чегитун) یک رودخانه در ناحیه خودگردان چوکوتکای کشور روسیه است.